# God's Good Man
God's Good Man er en britisk stumfilm fra 1919 af Maurice Elvey.

## Medvirkende
- Basil Gill som pastor John Walden
- Peggy Carlisle som Maryilla Vancourt
- Barry Bernard som Julien Adderley
- Hugh Dabernon-Stoke som Oliver Leach
- Teddy Arundell som Bainton